# Кларк, Джон (колонист)
Джон Кларк (англ. John Clarke; 8 октября 1609 — 20 апреля 1676) — основатель колонии Род-Айленд в Северной Америке.
Лондонский врач, Кларк эмигрировал в Массачусетс, где боролся с нетерпимостью пуритан. Вынужденный оставить эту колонию, Кларк и другие колонисты в 1637—1638 годах приобрели территорию Акиднек, чем и положили основание нынешнему штату Род-Айленд. Кларк оставил сочинение «The news from New-England», в защиту веротерпимости.
Вместе с Роджером Уильямсом Кларк считается основателем баптистской церкви в Америке.